# Jazz blues
El Jazz blues es un estilo musical que combina el jazz y el blues.
Este término también se utiliza para hacer referencia a cualquier melodía que siga la progresión de acordes estándar de doce compáses de blues y cuya interpretación se acerque más al estilo del jazz que al estilo del blues tradicional. La música blues tuvo una influencia importante en el desarrollo del jazz, siendo muy comunes las melodías de jazz blueseras en el repertorio del jazz (además de la progresión de acordes, los intérpretes de jazz tomaron prestados otros elementos estilísticos del blues como la nota de blues, la forma musical de las melodías y los riff de blues). Un jazz blues suele presentar un tratamiento más sofisticado (e incluso distinto) de la armonía que un blues más tradicional, permaneciendo sin embargo las características de la progresión estándar de doce compáses.
Una de las principales formas mediante la cual, los músicos de jazz, consiguieron esto fue con la utilización de la sustitución de acordes: un acorde de la progresión original se reemplaza por otro, u otros, manteniendo la misma función pero añadiendo un color diferente o añadiendo un movimiento armónico distintivo dentro del movimiento armónico general. 
Un ejemplo de esto ocurre en los compáses noveno y décimo, donde suele darse la progresión de blues, V  -->  IV,  se reemplaza siempre por la progresión típica de ciclo de quintas de jazz  ii menor  -->  V.   La estructura de doce compáses de blues en Si bemol suele quedar en:
| Si bemol 7 | Mi bemol 7      | Si bemol 7           | Si bemol 7          |
| Mi bemol 7 | Mi disminuido 7 | Si bemol 7           | Re menor 7 / Sol 7  |
| Do menor 7 | Fa 7            | Re menor 7 / Sol 7 / | Do menor 7 / Fa 7 / |

Donde cada barra, en el jazz blues, indica una nueva medición. Los principales cambios inclúyen Mi disminuido 7, el cual crea movimiento y el turnaround en iii-VI-ii-V. El tema "Where the Money Gos" de la serie "Schoolhouse Rock!" es un buen ejemplo de este género.